# ده‌نو (فضل)
ده‌نو یا ده نوحاج بدل بیک روستایی در دهستان فضل بخش مرکزی شهرستان نیشابور استان خراسان رضوی ایران است.

## جمعیت
بر پایه سرشماری عمومی نفوس و مسکن در سال ۱۳۹۵ جمعیت این روستا ۱۲۰ نفر (۴۱خانوار) بوده‌است.